# Доржиева, Римма Содномовна
Римма Содномовна Доржиева ― российская бурятская художница, Заслуженный художник Республики Бурятия, член Союза художников России, мастер декоративно прикладного искусства Бурятия. Супруга Заслуженного художника Российской Федерации Бальжинима Доржиева и мать Заслуженного художника Бурятии Зорикто Доржиева.

## Биография
Родилась 7 мая 1954 года в посёлке Онохой Заиграевского района Бурятской АССР.
После учёбы в средней школе поступила в Иркутское художественное училище отделение декоративно-прикладного искусства, которое окончила в 1975 году. В училище училась в  мастерской Л. Гончара.
С 1983 года является постоянным  участником различных республиканских (1982, 1985, 1986, 1992, 2001, в Улан-Удэ), зональных (в 1990 году в Якутске и в 2003 году в Хабаровске), всесоюзных (Москва, 1983, 1989, 1992), всероссийских (Москва, 1983,  1992). Выставки её работ прошли также за рубежом: в 1984 году в Индии, во Франции в 1985 и в Канаде в 2002 году.
В настоящее время работает руководителем студии декоративно-прикладного искусства в школе № 32 города Улан-Удэ.
Римма Доржиева создала такие работы, как: гобелены «Тоонто» (1990), «Наш край» (1991), «Река времени» (2001) и др. Отдельные её произведения находятся в Художественном музее имени Цыренжапа Сампилова, в Музее истории Бурятии имени Матвея Хангалова и в частных коллекциях.
В последние годы художница успешно осваивает новые технологии работы с различными материалами. Например, широкую известность получили её гобелены, созданные из цветной пряжи, из комбинированных, натуральных и синтетических материалов ― конского, коровьего и сарлычьего волоса, шерсти, полимерных нитей.

В своей специальности ― гобеленное ткачество из конского волоса, в которой Р.С. Доржиева трудится более 20 лет, она достигла высокого
профессионального мастерства и авторского своеобразия. Техника плетения из конского волоса является уникальной не только для   национальной    художественной    культуры  Бурятии, но и для отечественного и мирового декоративно-прикладного искусства. В отличие от других видов художественной деятельности, она чрезвычайно трудоемка, представляет большую технологическую сложность и требует от творческого работника особого стилистического подхода к созданию художественных образов.— 
За заслуги перед культурой и искусством республики Указом Президента Бурятии Леонида Потапова от 30 апреля 2004 года Римме Доржиевой присвоено почётное звание «Заслуженный художник Республики Бурятии».